# František Belfín
František Belfín (11. července 1923 Klatovy – 25. února 1997 Praha) byl český hudební skladatel a dirigent.

## Život
Belfín pocházel z hudební rodiny. Jeho otec byl výborný fagotista, působil v operních orchestrech v Zahřebu, Lublani, Osijeku, Bělehradě a Brně. Jeho syn se proto od mládí hudebně vzdělával, studoval hru na housle a klavír, poté odešel na konzervatoř, kterou absolvoval jako posluchač kompozičního a dirigentského oddělení. Po ukončení studií na konzervatoři působil jako dirigent u několika regionálních orchestrů (Teplice, Jablonec nad Nisou, Liberec), od roku 1951 do roku 1955 jako šéf orchestru Plzeňské opery, od roku 1955 až do roku 1983 dlouholetý dirigent a šéfdirigent Filmového symfonického orchestru (tzv. FISYO). S tímto tělesem nahrál do konce roku 1979 přibližně 2500 filmů různých žánrů, celovečerních i krátkých. Kromě dirigování se také věnoval komponování filmové hudby (dokonce byl jejím typickým představitelem od konce 30. do zhruba 60. let), napsal do konce roku 1979 kolem 190 filmových skladeb, především ke krátkometrážním filmům z oblasti umění a pohádkám a večerníčkům. Nepravidelně působil i jako koncertní dirigent.

## Vyznamenání
- Za vynikající práci (1968)[2][3]